# Abraham Van Helsing
El professor Abraham Van Helsing és un personatge de ficció de la novela Dràcula (1897) de Bram Stoker.
És un doctor neerlandès amb interessos molt variats, ja que és doctor en medicina, doctor en filosofia i doctor en lletres. El personatge és conegut com a caçador de vampirs i és l'arxienemic del comte Dràcula.